# 블록버스터 작전
블록버스터 작전은 이보다 큰 작전인 제1캐나다군의 베리테블 작전이 완료된 이후 이를 보충하기 위한 영국군 XXX 군단의 작전이다. 이 작전은 2월 말부터 3월 초까지 이루어졌다. 베리테블 작전이 예상보다 느리고 더 많은 피해가 나타나자 캐나다 총사령관 해리 크레러는 이 새로운 작전을 시작했다.
영국-캐나다 3개 사단은 북서쪽으로 진군하여 크산텐으로 진군하기 전에 호츠발드 숲 능선의 독일 진지를 점령했다. 3월 3일에는 젤데렝 근처 베레도크에 있는 미국 9 군과 조우했다.